# Mei 1935
| Deze maand |
| --- |
| - Bijstandsverdrag tussen Frankrijk en Sovjet-Unie - Nationaalsocialisten winnen in Sudetenland - 13 punten van Adolf Hitler |

De volgende gebeurtenissen speelden zich af in mei 1935. Sommige gebeurtenissen kunnen één of meer dagen te laat zijn vermeld doordat ze op de datum staan aangegeven waarop ze in het nieuws kwamen in plaats van de datum waarop ze werkelijk hebben plaatsvonden.
- 1: De Amerikaanse senaat keurt de Amerikaanse toetreding tot de conventie van Bern goed.
- 1: Op diverse plaatsen in Polen wordt Mein Kampf bij boekhandels in beslag genomen.
- 1: De luchtvaartlijn Amsterdam-Frankfurt-Milaan wordt geopend.
- 1: De samenwerking tussen ANWB en KNAC wordt beëindigd.
- 2: Het rapport van de commissie die het ongeluk van de Uiver onderzoekt komt tot de slotsom dat blikseminslag de vermoedelijke oorzaak is.
- 2: Premier Ramsay MacDonald houdt een redevoering over de Britse buitenlandse politiek. Belangrijkste punt was een besluit tot versnelling en uitbreiding van de Britse luchtbewapening. Daarnaast stelde hij:
  - De pogingen om in Oost-Europa tot niet-aanvalsverdragen te komen worden niet opgegeven
  - Er zullen vlootbesprekingen plaatsvinden tussen het Verenigd Koninkrijk en Duitsland.
  - De samenwerking met Frankrijk en Italië is belangrijk, doch niet exclusief, en zal niet de vorm van een militair bondgenootschap krijgen.
- 2: Frankrijk en de Sovjet-Unie ondertekenen een verdrag waarin onder meer wederzijdse hulp in geval van een aanval wordt beloofd.
- 3: China stelt een embargo in op de uitvoer van zilver.
- 3: Het Spaanse kabinet-Lerroux neemt ontslag.
- 4: In België worden diverse belastingen verlaagd. Extreme prijsopdrijving wordt strafbaar gesteld.
- 4: De Danziger gulden wordt met 42% gedevalueerd.
- 5: De sinds een half jaar verboden Duitse jeugdbeweging in Zuidwest-Afrika wordt weer toegestaan, doch enkel als culturele organisatie, niet als nationaalsocialistische politieke organisatie.
- 5: Eleftherios Venizelos en drie andere belangrijke betrokkenen bij de Griekse opstand van maart 1935 worden bij verstek ter dood veroordeeld.
- 6: Bij parlementsverkiezingen in Joegoslavië haalt de regeringspartij een absolute meerderheid.
- 6: In een brief van het episcopaat die in de Duitse katholieke kerken wordt voorgelezen, verzetten deze zich tegens de nationaalsocialistische als heidens beschouwde staatsopvoeding van de jeugd.
- 6: Alejandro Lerroux vormt een nieuwe regering in Spanje, waarin zijn radicale partij samenwerkt met de katholieken.
- 6: Het Verenigd Koninkrijk viert uitbundig het 25-jarig regeringsjubileum van George V.
- 7: In een gesprek met Duitse bedevaartgangers verklaart de paus dat in Duitsland pogingen worden gedaan het christendom af te schaffen en naar het heidendom terug te keren.
- 7: In Polen wordt het ontwerp van een nieuwe kieswet gepubliceerd. Hierin wordt het land verdeeld in 50 districten die elk 2 afgevaardigden kiezen.
- 8: Een conferentie van de Oostzeestaten Estland, Letland en Litouwen wordt beëindigd. Ze sluiten een verdrag van onderlinge hulp in geval van een aanval. Daarnaast betonen zich voorstander van de 'Oostelijk Locarno'-plannen en zijn positief over het verdrag tussen Frankrijk en de Sovjet-Unie.
- 9: In verband met de spanningen met Abessynië verhoogt Italië opnieuw de mobilisatie.
- 10: Het Huis van Afgevaardigden keurt de nieuwe Bankwet goed. Deze houdt onder meer een hervorming van de Federal Reserve en een verregaande federale controle van het bankwezen in.
- 12: De Franse minister van buitenlandse zaken Pierre Laval bezoekt zijn Poolse ambtgenoot Józef Beck in Warschau.
- 12: Alexandru Vaida-Voevod sticht een nieuwe, sterk nationalistische, partij, het Roemeense Front.
- 13: Te Stuttgart wordt de "Germaanse Bijbel" gepubliceerd, het 'evangelie' van de nationaalsocialistische Duitse Geloofsbeweging.
- 13: Abessynië protesteert bij Italië tegen uitlatingen van staatssecretaris van koloniën Lessona als zou Abessynië het verdrag van 1928 niet zijn nagekomen.
- 13: Het veer tussen Ooltgensplaat en Dinteloord wordt officieel geopend.
- 14: De brug tussen Jutland en Funen wordt officieel ingewijd.
- 14: Het gerechtshof van Bern stelt vast dat de Protocollen van de wijzen van Sion een vervalsing zijn.
- 15: De nieuwe grondwet van de Filipijnen, en daarmee de geplande onafhankelijkheid, worden in een volksstemming met 98% van de stemmen voor goedgekeurd.
- 15: Japan en China besluiten tot het promoveren van de wederzijdse legaties tot ambassades.
- 16: Lord Eden houdt voor het eerst een rede na een periode van ziekte. Hij stelt hierin dat de Duitse bewapening een belemmering voor de vrede vormt.
- 16: Dierenpark Emmen opent onder de voormalige naam Noorder Dierenpark zijn deuren.
- 16: Tsjecho-Slowakije en de Sovjet-Unie sluiten een pact tot verlening van wederzijdse bijstand.
- 18: Na een botsing met een ander vliegtuig bij een luchtshow boven Moskou, stort de Maxim Gorki, het grootste vliegtuig ter wereld, neer. Alle 47 inzittenden komen om.
- 18: Een aantal ter dood veroordeelde nationaalsocialisten in Litouwen krijgt hun straf omgezet in levenslange gevangenisstraf.
- 18: Thomas More en John Fisher worden heilig verklaard.
- 19: Hitler opent in Hessen de eerste Autobahn, die loopt van Frankfurt naar Darmstadt.
- 20: Abessynië legt de Volkenbond zijn standpunt over het conflict met Italië voor.
  - Italië bezet wederrechtelijk een groot deel van het Abessijnse grondgebied.
  - De Volkenbondsraad dient het geschil op te lossen en zich tegen de Italiaanse mobilisatie uit te spreken.
  - Indien Italië niet tot volledige arbitrage bereid is, dient de Volkenbond artikel 15 (sancties tegen een lid dat een ander lid aanvalt) toe te passen.
- 21: Bij parlementsverkiezingen in Tsjecho-Slowakije zijn de nationaalsocialisten onder leiding van Konrad Henlein de grote winnaars. Ze komen van niets op 44 zetels, en zijn daarmee de grootste Duitse partij, en bijna de grootste van alle partijen.
- 21: In een rede voor de Rijksdag vat Adolf Hitler de Duitse buitenlandse politiek in 13 punten samen.
- 21: De dienstplicht in Duitsland wordt vastgesteld op een periode van 1 jaar.
- 21: De Volkenbond laat verdere behandeling van de Chaco-oorlog over aan de conferentie van neutrale Amerikaanse staten in Buenos Aires.
- 21: Tussen Hongarije en Joegoslavië wordt overeenstemming bereikt over de kwestie van terroristische acties op Hongaars grondgebied in verband met de aanslag op koning Alexander.
- 22: In een rede tegenover het Lagerhuis betoont premier Stanley Baldwin zich positief over de 13 punten van Adolf Hitler.
- 22: President Roosevelt spreekt zijn veto uit over een wetsvoorstel voor een bonus voor oud-strijders. Op 23 mei wordt het voorstel opnieuw in de Senaat in stemming gebracht, waarbij de vereiste tweederdemeerderheid niet bereikt wordt (54 voor, 40 tegen).
- 22: In Peru treedt een nieuwe regering aan met generaal Rodriguez als premier.
- 23: Bij de Volkenbond wordt een Zwitserse eis van schadevergoeding van Duitsland, Italië en Frankrijk voor schade opgelopen tijdens de wereldoorlog, afgewezen.
- 24: Italië aanvaardt het voorgestelde compromis in zijn conflict met Abessynië, waarin een arbitrage van het conflict wordt voorbereid.
- 24: In de Storkyrkan in Stockholm trouwen kroonprins Frederik van Denemarken en prinses Ingrid van Zweden.
- 24: Het Britse parlement verwerpt de voorstellen tot uittreden van West-Australië uit het Australische Gemenebest.
- 25: Argentinië en Brazilië sluiten een verdrag waarbij, ingeval in een van beide landen een opstand uitbreekt, het andere land maatregelen neemt om te voorkomen dat de opstandelingen vanuit zijn grondgebied geholpen worden.
- 25: De Verenigde Staten leggen een embargo op de invoer van zilver.
- 25: Jongeren in München demonstreren tegen de Joden. Alle Joodse winkels worden tot sluiting gedwongen. Diverse demonstranten worden door de politie opgepakt.
- 26: Bij de Volkenbond wordt een klacht ingediend wegens de vervolging van christenen in de Sovjet-Unie.
- 28: Ierland verhoogt de invoerrechten op thee, suiker en tabak.
- 31: Na een nederlaag in het parlement betreffende de financiële volmachten, treedt de Franse regering-Flandin af.
- 31: Beloetsjistan wordt getroffen door een aardbeving. De hoofdstad Quetta wordt grotendeels verwoest, en er vallen minimaal 40.000 doden.

En verder:
- Een opstand van de Sakdalisten op de Filipijnen wordt door de politie onderdrukt.
- De NRA wordt ongrondwettig verklaard door het Amerikaans Hooggerechtshof.

<< · januari · februari · maart · april · mei · juni · juli · augustus · september · oktober · november · december · >>